# I Can Hear Your Voice
I Can Hear Your Voice (hangul: 너의 목소리가 들려; RR: Neoui Moksoriga Deulryeo) är en sydkoreansk TV-serie som sändes på SBS från 5 juni till 1 augusti 2013. Bae Yong-joon och Lee Jong-suk, Lee Bo-young, Yoon Sang-hyun och Lee Da-hee i huvudrollerna.

## Rollista (i urval)
- Lee Jong-suk som Park Soo-ha
- Lee Bo-young som Jang Hye-sung
- Yoon Sang-hyun som Cha Gwan-woo
- Lee Da-hee som Seo Do-yeon